# Кульша
Ку́льша (лат. coxa) — в анатомії хребетних місце з'єднання нижньої кінцівки з тулубом. Частину кульші утворюють три кістки таза, які в дорослих зростаються в одну тазову кістку (що також називається кульшовою). У цій ділянці розташований кульшовий суглоб, що сполучує тазову кістку зі стегновою.

## Термін
У багатьох словниках слово кульша (від лит. kulše) наводиться як рідковживаний синонім до слова стегно. У чотиримовному словнику анатомічної термінології В. Г. Черкасова термін кульша використовується як український відповідник латинському coxa, англ. hip і рос. верхняя часть бедра. Слово coxa у сучасному значенні вживав Цельс, але пізніше Пліній Старший — у значенні «тазова кістка». В анатомії комах coxa — тазик, перший від основи членик ноги (другий — вертлюг, третій — стегно, четвертий — голінка, п'ятий — лапка).

## Анатомія

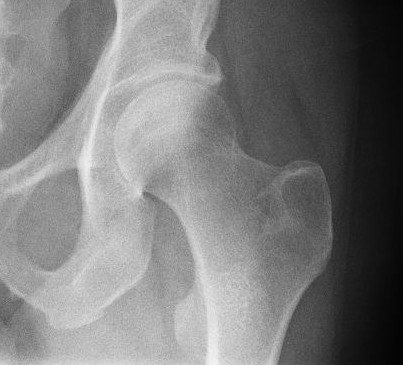
Рентгенограма нормальної кульші.

### Ділянка
Кульшова ділянка (regio coxae) — ділянка тіла, що розташована латерально і вентрально щодо сідничної ділянки, каудально щодо клубового гребеня і краніально щодо великого вертлюга стегнової кістки.

### Суглобові кути
- Ацетабулярний кут, поперечний кут входу кульшової западини чи кут Шарпа[7] — кут між лінією, проведеною між верхнім і нижнім краєм кульшової западини (acetabulum) і горизонтальною площиною; у нормі становить 51° у новонароджених і 40° у дорослих. Від нього залежать латеральне закриття западиною головки стегнової кістки і деякі інші параметри[8].
- Сагітальний кут входу кульшової западини — кут між лінією, проведеною між верхнім і нижнім краєм кульшової западини і сагітальною площиною. У нормі становить 7° у новонароджених і до 17° у дорослих[8].
- Центрально-крайовий кут, кут Віберга — кут між вертикальною лінією і лінією, проведеною від центру головки стегнової кістки до найбільш латеральної частини западини[9] на фронтальній рентгенограмі[10].
- Вертикально-центральний кут чи кут VCA — кут, утворений вертикальною лінією (V), лінією між центром головки стегна (C, caput) і переднім (A, anterior) краєм щільного покриву субхондральної кістки злегка дозаду від переднього краю кульшової западини на рентгенограмі, отриманій під «псевдокутом» (латеральною проєкцією, повернутою на 25° до фронтального положення)[10].
- Кут суглобового хряща, кут AC, ацетабулярний індекс[11] чи кут Гільгенрайнера (на честь німецького ортопеда Г. Гільгенрайнера[de]) — кут, утворений паралеллю до склепіння кульшової западини[12] і горизонтальною площиною[9] чи лінією, що з'єднує кут трикутного хряща і латеральний край западини[13]. У нормі він становить у середньому 20° (коливаючись між 18° і 25°) у дітей 11-24 місяців[14]. З віком кут поступово зменшується[15]. Запропоновані порогові значення для аномального збільшення:
- 30° — до 4-місячного віку[16].
- 25° — до 2-річного віку[16].

### Шийково-діафізарний кут

Зміни у трабекулярному рисунку внаслідок аномального шийково-діафізарного кута. Coxa valga приводить до більшого тиснення трабекул, coxa vara — до більшого натяження.

Кут між поздовжніми осями шийки і тіла (діафіза) стегнової кістки називається шийково-діафізарним кутом (angulus centrum-collum-diaphysis, скорочено CCD). У нормі (coxa norma) він становить приблизно 150° у новонароджених і 120—126° у дорослих.
Аномально малий кут називається coxa vara, аномально великий — coxa valga. Оскільки зміни у формі стегна зачіпають і коліна, coxa valga часто поєднується з genu varum, а coxa vara — з genu valgum.

### М'язи і рухи
Кульшові м'язи діють у трьох взаємно перпендикулярних головних осях, які проходять через центр головки стегна, уможливлюючи три ступені свободи в трьох парах основних напрямків: згинання і розгинання в сагітальному напрямку (вперед-назад); пронація і супінація (вздовж стегна); абдукція й аддукція в поперечному напрямку (ліво-право); і комбінація цих рухів (тобто циркумдукція, складний рух, у якому нога описує поверхню неправильного конуса).
Деякі з цих м'язів беруть участь у рухах суглобів хребта чи колінного суглоба, що пов'язане з віддаленням від кульшового суглоба місць їхнього початку (прикріплення). Окрім того, нижній близнюковий, верхній близнюковий і внутрішній затульний м'язи разом іноді називаються «триголовий м'яз кульші» (triceps coxae), причому перші два допомагають роботі останнього.
Рух кульшового суглоба, таким чином, виконується такими групами м'язів (у порядку зменшення важливості):
- Пронація (30° при розігнутому, 50° при зігнутому суглобі): великий сідничний, квадратний стегна, внутрішній затульний; задні волокна середнього сідничного і малого сідничного; клубово-поперековий (у тому числі великий поперековий від хребта); зовнішній затульний; великий привідний, довгий привідний, короткий привідний і малий привідний; грушоподібний і кравецький. Клубово-стегнова зв'язка обмежує пронацію і розгинання, тому суглоб обертається дозовні на більший градус у зігнутому положенні.
- Супінація (40°): передні волокна середнього сідничного і малого сідничного; м'яз-натягувач широкої фасції стегна; частина великого привідного, прикріплена до привідного горбка; і при відведенні ноги, також гребінний м'яз.
- Розгинання (20°): великий сідничний (при порушенні функції вставання із сидячого положення неможливе, але зберігається можливість стояння і ходіння); дорсальні волокна середнього сідничного і малого сідничного; великий привідний; грушоподібний. Окрім того, в розгинанні беруть участь такі м'язи стегна: півперетинчастий, півсухожилковий, і довга головка двоголового м'яза стегна. Максимальне розгинання обмежується клубово-стегновою зв'язкою.
- Згинання (140°): м'язи-згиначі стегна: клубово-поперековий (з великим поперековим від хребта); натягач широкої фасції стегна, гребінний, довгий привідний, короткий привідний, тонкий, прямий м'яз стегна і кравецький. Максимальне згинання обмежується місцем дотику стегна до грудей.
- Абдукція чи відведення (50° при розігнутому суглобі, 80° при зігнутому): середній сідничний; натягач широкої фасції стегна; великий сідничний з його кріпленням до фасції; малий сідничний; грушоподібний; внутрішній затульний. Максимальне відведення обмежується шийкою стегна в місці її впирання в бокову частину таза. Коли стегно зігнуте, зіткнення шийки з тазом віддаляється, уможливлюючи відведення на більший кут.
- Аддукція чи приведення (30° при розігнутому суглобі, 20° при зігнутому): великий привідний з малим привідним; довгий привідний, короткий привідний, великий сідничний з його кріпленням до сідничної горбистості; тонкий; гребінний, квадратний стегна; зовнішній затульний; півсухожилковий. Максимальне приведення обмежується впиранням одного стегна в друге. Окрім того, впирання може уникнути відведенням другої ноги, або згинанням/розгинанням кульшового суглоба однієї з ніг, щоб вони переміщалися в різних площинах і не стикалися.

## Клінічне значення
З поширених травм у цій ділянці — перелом шийки стегна. Симптоми включають біль у кульші, особливо при русі, і вкорочення ноги. У випадку перелому шийки стегна, а також деяких захворювань (напр. остеоартроз), суглоб може бути замінений протезом (ендопротезування кульшового суглоба). Біль у кульші може мати різні причини, наприклад, бути пов'язаним з люмбаго.

## Статевий диморфізм і культурне значення
У людей, на відміну від інших тварин, кістки кульші істотно розрізняються в різних статей. Кульші жінок стають ширшими під час статевого дозрівання, що пов'язане як з особливостями будови тазових кісток, так і з більшим розставленням стегнових.
Жіночі кульші здавна пов'язувалися як з плодючістю, так і зі загальним проявленням сексуальності. Оскільки широкий таз полегшує дітонародження і служить ознаком статевої зрілості, кульші тисячоліттями розглядалися як приваблива риса в жіночому тілі. Багато класичних жіночих поз у скульптурі, живопису чи фотографії (напр. «Велика одаліска») увиразнюють розміри їхніх кульш. Відповідно і жіноча мода століттями прагнула покроєм костюму притягнути увагу до окружності кульш власниці.